# Pheidole tricolor
Pheidole tricolor är en myrart som beskrevs av Horace Donisthorpe 1949. Pheidole tricolor ingår i släktet Pheidole och familjen myror. Inga underarter finns listade i Catalogue of Life.

## Bildgalleri

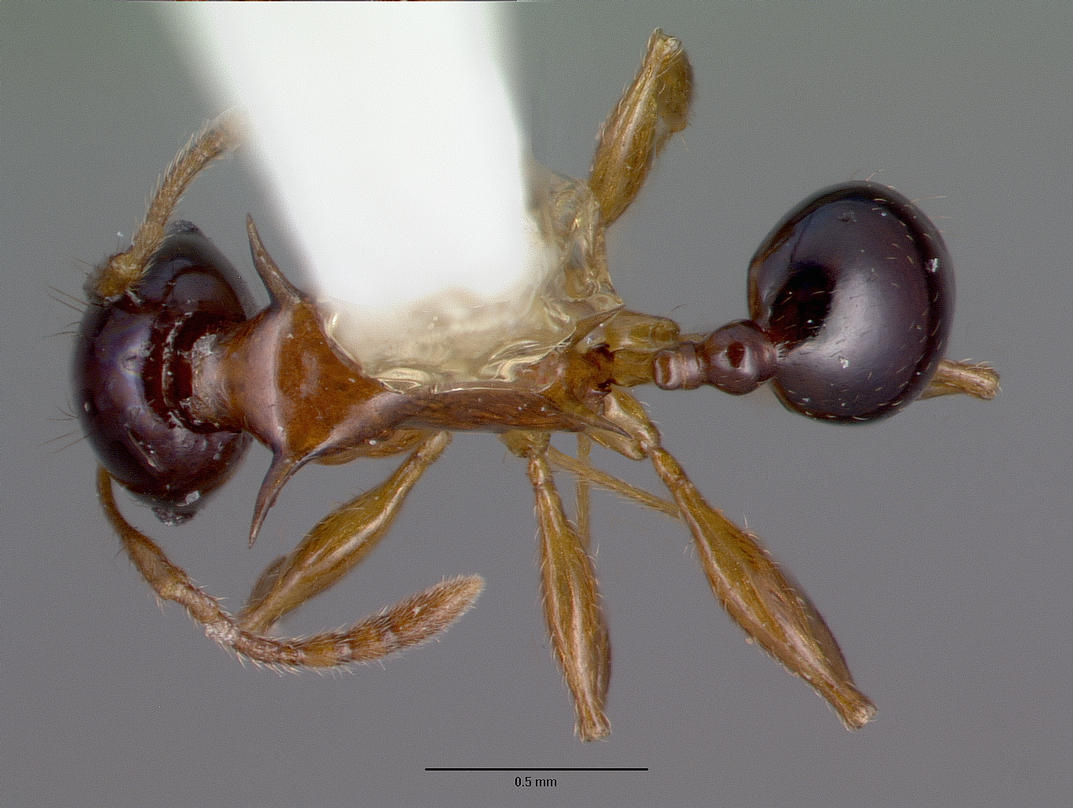
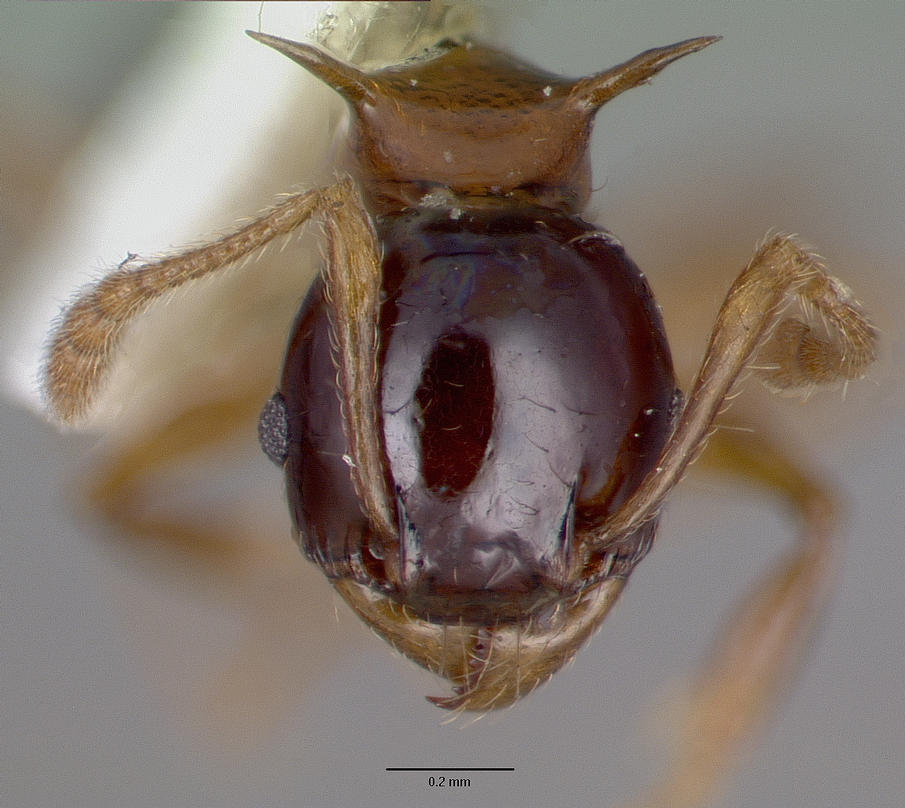
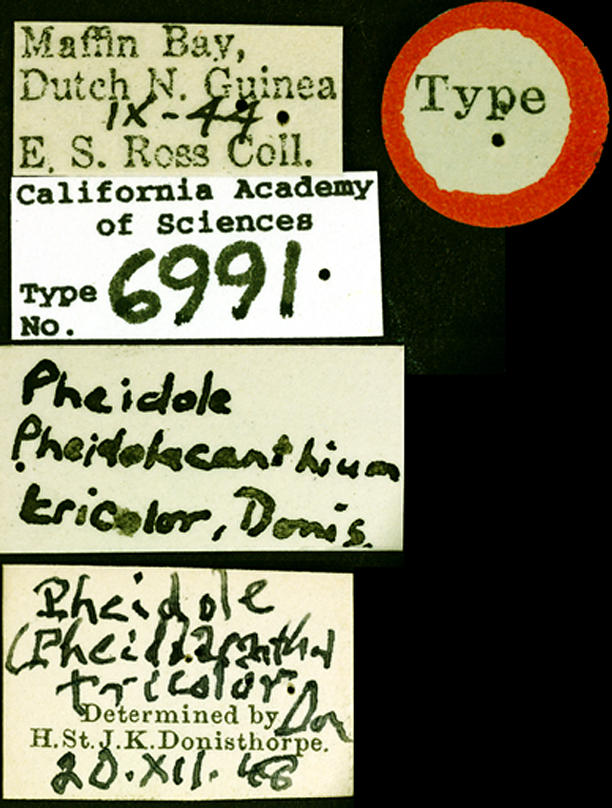
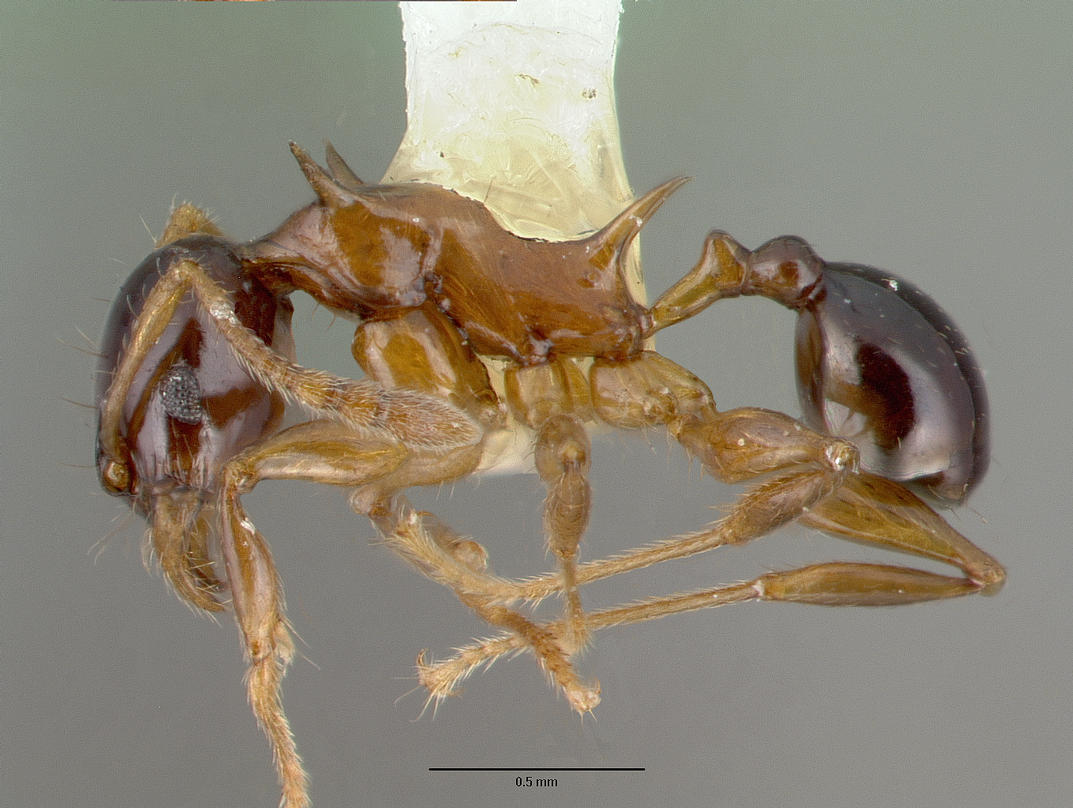